# Lost and Found
Lost and Found to drugi, studyjny album grupy Ian Van Dahl wydany 27 lipca 2004 roku. Uplasował się na 13. pozycji amerykańskiej listy Top Electronic Albums.

## Lista utworów
1. „I Can't Let You Go” – 3:47
2. „Inspiration” – 3:35
3. „Where Are You Now?” – 3:33
4. „Crying” – 5:31
5. „Crazy” – 3:47
6. „My Own” – 6:26
7. „Waiting 4 You” – 4:38
8. „Do You Feel the Same?” – 4:33
9. „Come 2 Me” – 3:55
10. „Time 2 Go” – 5:52
11. „Rollercoaster” – 6:15
12. „Without You” – 3:40
13. „Believe” – 3:05
14. „Walking Away” – 3:22
15. „To Fall in Love” – 6:04
16. „State of Mind” – 3:32

## Single/Videoclipy
- I Can't Let You Go
- Believe
- Where Are You Now?
- Inspiration